# Muriel Stuart
Pour les articles homonymes, voir Stuart.
Muriel Stuart (née Muriel Mary Stuart Popper ; 13 décembre 1900 - 29 janvier 1991) est une danseuse et professeure de danse d'origine anglaise, naturalisée américaine. Elle s'est formée avec Anna Pavlova et a enseigné à la School of American Ballet.

## Jeunesse et formation
Muriel Mary Stuart Popper est née en 1900, à South Norwood, Londres,. Elle est découverte par la ballerine russe Anna Pavlova et s'entraîne avec Pavlova, et avec Ivan Clustine et Enrico Cecchetti. Plus tard, elle étudie la danse moderne avec Martha Graham, Harald Kreutzberg et Agnes de Mille. « Chaque nouvelle phase de l'art m'intéresse », a-t-elle expliqué à un journaliste en 1931.

## Carrière
Stuart est danseuse soliste avec la compagnie de Pavlova, lors des tournées mondiales de 1916 à 1926,. Elle quitte la compagnie pour se marier et s'installe à Los Angeles en 1927 et ouvre une école de ballet à Hollywood,,. Une de ses étudiantes à Los Angeles, Joan Bayley, a rappelé que « Muriel Stewart était tellement inspirante ! Elle avait ce long cou et ces magnifiques épaulettes ».
Stuart danse et fait des chorégraphies avec le Ballet de l'Opéra civique de Chicago (en) au cours de la saison 1928-1929. Elle enseigne pendant de nombreuses années à la School of American Ballet de New York, à partir de 1935,. Parmi les danseurs qui ont étudié avec Stuart : Myra Kinch, Todd Bolender, Laura Dean, Michael Kidd , Jacques d'Amboise, et Alicia Alonso.
Stuart co-écrit un manuel avec Lincoln Kirstein, The Classic Ballet: Basic Technique and Terminology (1952), avec une introduction de George Balanchine ,. En 1987, elle est la première lauréate du Prix de la faculté Mae-L.-Wien pour services éminents (en) à la School of American Ballet.

## Citations
« Chaque position que nous prenons est un combat contre la nature. C'est ce qui fait la beauté du ballet, et c'est pourquoi il est hideux s'il n'est pas magnifiquement fait. Jamais, jamais, jamais forcer ! ».

## Vie privée
Stuart se marie et divorce deux fois. Elle épouse le violoniste russe Julian Brodetsky en 1926 lorsqu'elle quitte la troupe d'Anna Pavlova,, Son deuxième mari est le dramaturge, James Warwick. Elle a un fils, Peter Warwick. Elle est décédée en 1991, à New York, à l'âge de 90 ans. Ses archives, y compris des plans de cours et des photographies, se trouvent dans la Jerome Robbins Dance Division de la New York Public Library. La bibliothèque publique de New York a également une interview d'histoire orale avec Stuart, donnée en 1978.